# Директива (акт управления)
Директи́ва — акт управления, представляющий собой обязательное для исполнения руководящее указание или распоряжение, издаваемое вышестоящим органом или должностным лицом для нижестоящих органов, организаций или должностных лиц. Директива отличается формулировкой задач, целей или направлений деятельности и зачастую оставляет исполнителю право выбора конкретных методов и средств достижения установленной цели.

## Общие характеристики
- Директива обладает обязательной силой для адресата и не подлежит обсуждению или изменению нижестоящим исполнителем.
- Обычно содержит задачи, приоритеты, направления (иногда сроки) деятельности, требующие выполнения в рамках поставленных целей управления.
- В отличие от приказа, директива чаще устанавливает цели и общие направления, допуская вариативность в выборе способов их достижения, а не диктует подробный механизм исполнения[4][1].

## Виды и сферы применения
- В органах государственной власти директивы применяются для организации деятельности аппарата управления, определения приоритетных задач или усиления дисциплины.
- В международном праве директива (например, директивы ЕС) — вид юридически обязательного акта, который устанавливает цель, но оставляет странам-участницам свободу выбора способов её достижения[5].
- В корпоративном управлении директивы служат инструментами передачи воли собственника, определяя поведение представителей компании в акционерных обществах или других корпоративных структурах[6].
- В историческом контексте — директивами именовались стратегические указания военного командования, а также ключевые решения высших партийных или государственных органов СССР[7].

## Форма и юридические особенности
- Директива может быть как нормативным, так и индивидуальным актом, в зависимости от количества адресатов и характера устанавливаемых предписаний
- Иногда носит программный характер, имея долгосрочные ориентиры или стратегические установки[4]
- В некоторых правовых системах термин «директива» закреплен только за определёнными видами актов (например, директивы Минобороны в РФ)

## Примеры
- Директивы ЕС: Юридически обязательные для стран-членов, определяют цели регулирования, оставляя свободу в вопросах реализации[5][8].